# Paragalaxias julianus
Paragalaxias julianus är en fiskart som beskrevs av Mcdowall och Fulton, 1978. Paragalaxias julianus ingår i släktet Paragalaxias och familjen Galaxiidae. Inga underarter finns listade i Catalogue of Life.